# 구글 가젯
구글 가젯(Google Gadgets)은 웹 페이지에 임베디드가 가능한 동적 웹 콘텐츠이다. 구글의 아이구글 개인화 홈페이지(2013년 11월 중단되었으나 아이구글은 여전히 다른 웹사이트에서 동작함)와 구글 데스크톱(2011년 9월 중단) 애플리케이션, 구글 웨이브(이 또한 구글이 더 이상 지원하지 않음), 구글 사이트에 추가하거나 상호 운용이 가능하다. 웹마스터는 자신의 사업체나 개인 웹사이트에 가젯을 추가하거나 커스터마이즈할 수 있으며 이 과정은 신디케이션(syndication)으로 부른다.
가젯은 구글과 서드파티 개발자들이 구글 가젯 API를 사용하여 개발하며, XML과 자바스크립트 등 기초적인 웹 기술을 이용한다.

## 기술
구글 가젯은 XML로 작성되며 HTML과 자바스크립트 구성 요소를 포함할 수 있으며 구글 웨이브 이용이 가능했다.
다음은 구글 가젯 기술을 이용하여 작성된 "Hello, World!" 프로그램의 예시이다.
```
<?xml version="1.0" encoding="UTF-8" ?>

<Module>

<ModulePrefs
 
title=
" hello world example"
 
/>

<Content
 
type=
"html"
>
<![CDATA[

<marquee>ยินดีต้อนรับท่านสู่ เว็บไซต์ฅนวัยมันส์ !ก๊าบป๋ม!</marquee>

]]>
</Content>

</Module>

```

구글 가젯 API는 개발자들이 구글 가젯을 쉽게 개발할 수 있도록 하는 구글 API이다.

## 같이 보기
- 오픈소셜